# Retablos anástilos

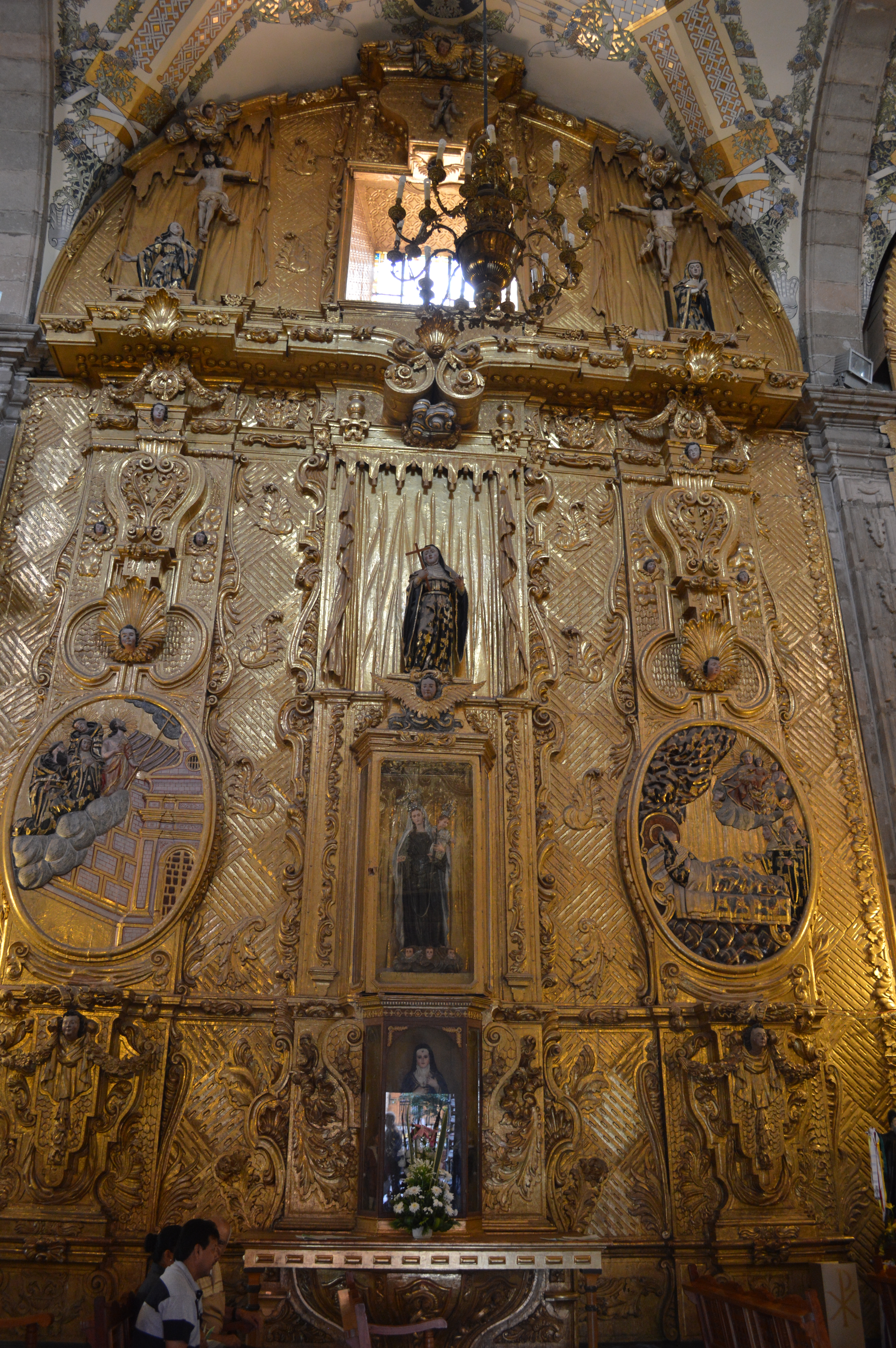
Retablo anástilo en el Templo de San Agustín, Salamanca, Guanajuato

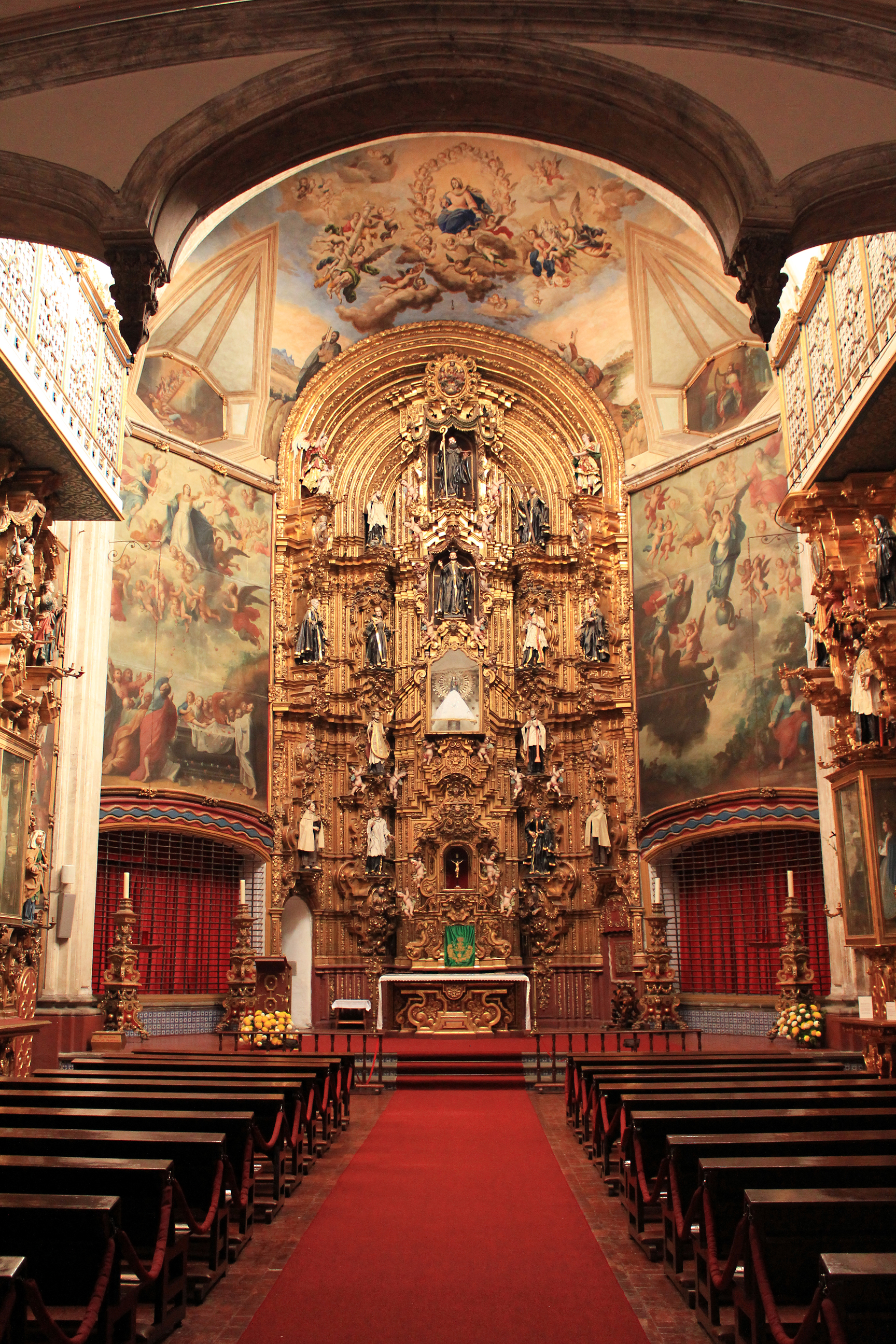
Retablo principal en el Templo de la Enseñanza, Ciudad de México

Los retablos anástilos son aquellos retablos construidos en los templos barrocos novohispanos durante la segunda mitad del siglo XVIII. Estos retablos tomaron sus propias características dejando de lado el uso de los sotobancos, las columnas y pilastras, dando origen al nombre de “anástilo”. Los retablos anástilos tratarán de reducir el espacio y serán decorados a gran medida que será difícil identificar las calles. Los retablos anástilos abrirán paso a un nuevo estilo de hacer retablos.   

## Antecedentes
Los retablos se convirtieron en la mayor expresión del arte religioso en la nueva España durante la colonia, dejando grandiosos testimonios como el Altar de los reyes que es retablo que es considerado la obra cumbre de su género con 24 metros de altura, 13.75 metros de ancho y su desarrollo longitudinal es de 21 metros, dichas piezas alcanzaron elementos y características propias que se convirtieron es objeto de estudio para muchos.
Los retablos anástilos son una nueva forma de hacer arte que nacen de una necesidad particular como la de ahorrar espacios y la de la decoración siempre teniendo como objetivo la comodidad de los feligreses.

### Inicios
Los retablos anástilos son fruto y maduración de los retablos estípites. Los retablos estípites tienen a Jerónimo de Balbás como autor pues se considera a dicho personaje como aquel que introduce el estípite en la Nueva España[3], pues dicho estilo ya era muy representado en España.
Los retablos en la iglesia de santa Prisca en Taxco tiene como autor a Isidoro Vicente de Balbás, hijo de Jerónimo de Balbás[4] el que realiza los primeros retablos anástilo con rasgos más sobresalientes buscando con ello su propia fama y prestigio para no ser opacado por su padre. 
Otro retablo de estilo anástilo de gran importancia y del que se tiene fecha de elaboración es aquel hecho por Felipe de Ureña y Francisco Martínez, conocido como el retablo de la virgen de la fuente que se encuentra en la iglesia del Regina Coeli en la Cd. de México que data de 1739, elaborado 36 años antes de los retablos de Balbás hijo. 

### Estilos de barroco en la Nueva España
Al ser adoptado el barroco en la Nueva España este comenzó a tomar diferentes características que hacían que se le acuñara un adjetivo a cada una de las diferencias que esta tenía con las demás obras realizadas. Los retablos barrocos que se realizaron a lo largo y ancho de la Nueva España fueron gestados en diferentes épocas y lugares que los hacen únicos. El barroco se manifestó con diferentes tintes como el plateresco, salomónico, estípite y el anástilo o ultra barroco entre otros.

## Los retablos anástilos

### El origen del término “anástilo”
Muchos de los historiadores del barroco Novohispano han dado el título de ultra barroco a este conjunto de características en los retablos pero fue el historiador del arte novohispano Francisco de la Maza (1913-1972) quien introdujo en el vocabulario del estudio del arte el término de anástilo.

### Características
El anástilo tiene como características principales:
1. Disolución del soporte.[4] Todos los retablos que hasta el momento se elaboraban estaban sobre un sotobanco el cual soportaba el peso y era el cimiento para que se desplegara el retablo además de ser la base para que se sentaran las columnas. Las columnas servían para separar las calles y los cuerpos en el retablo.
2. La mayoría de los retablos anástilos tiene preferencia por las esculturas, aunque pueden verse algunos ejemplos en los que se encuentran algunos lienzos.[5]
3. Presentan un repertorio formal renovado en el que se introducen nuevas expresiones y simbologías religiosas no entendido como una nueva iconografía, sino como una manera más elegante de representar pues el anástilo busca una representación más formal.[5]

El retablo anástilo supone una reacción contra la trama arquitectónica dejando de lado los elementos estructurales con preferencia hacia superficies más planas. Es aquí donde las partes del retablo son difíciles de identificar las calles y los cuerpos no son tan marcados pues al desaparecer las columnas es difícil identificar estos elementos. Los remates en su mayoría desaparecen, los cuerpos ya no son tan notorios pues las cornisas ya no son tan pronunciadas como tampoco lo son las calles y entrecalles. 
Los retablos de estilo anástilo juegan en su mayoría con un mismo patrón: carecen de soportes desdibujándose su estructura y primando la ornamentación. Su resaltada parte central está flanqueada por estípites que han perdido su cuerpo y entidad para albergar unas esculturas, desempeñando la función de nichos. La tendencia ascensional del retablo queda remarcada en la calle central acrecentada por las esculturas sobre peanas de las calles laterales. Se le considera uno de los retablos más originales de la última etapa del barroco al perder los soportes su función para cobijar las esculturas que refuerzan el movimiento ascendente de la obra.

### Generalidades en los retablos anástilos
El retablo anástilo, al no contar con columnas ni pronunciados nichos, no sobresale de manera marcada del muro, se mantiene lo más unido posible provocando que se ahorre bastante espacio, hay ejemplos como en los que están completamente embarrados al muro sin ninguna salida. 
El geometrismo será otra de las generalidades del retablo anástilo pues la reproducción será la misma en todo el retablo. 

### Origen
El año en el que se pudiera dar el origen a esta nueva modalidad, según los datos que se tienen pudiera ser alrededor del año de 1755 y se puede hablar de esta fecha por los retablos que se encuentran en la iglesia de Santa Prisca en Taxco. La iglesia según los datos históricos se dedicó en el año de 1758 cuando ya todos los retablos estaban terminados, deduciendo que los retablos anástilo nacen alrededor de dicha fecha y tomas su auge a finales del siglo XVIII, teniendo en cuenta que ya se tenía un ejemplar en Cd. de México anterior a los de Santa Prisca.

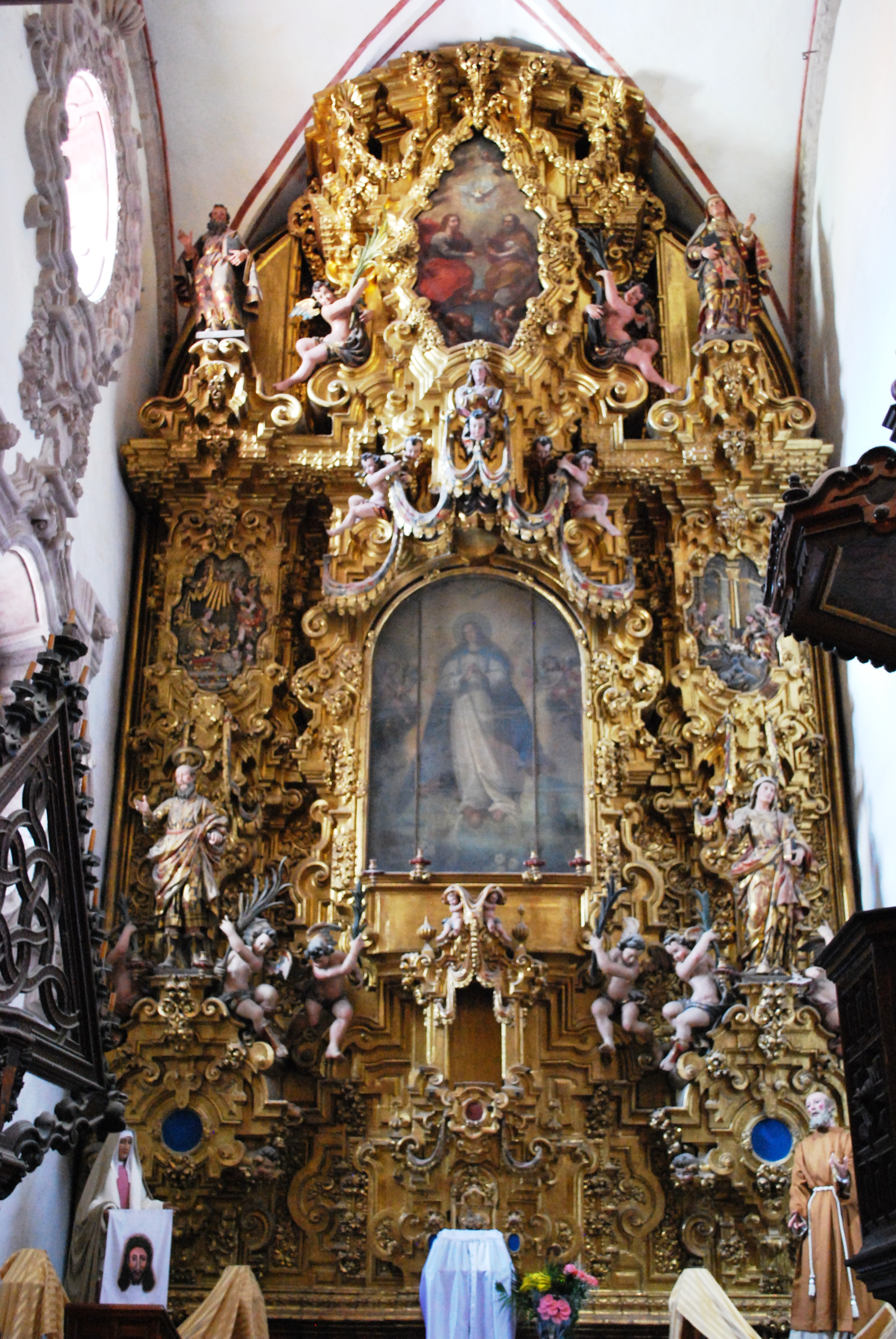
Altar anástilo colateral en el Templo de Santa Prisca, en Taxco, Guerrero

### Principales ejemplares de retablos anástilos
En México existe gran variedad de ejemplos de retablos anástilo. Elisa Vargas Lugo de Bosch enlistó los ejemplos más sobresalientes de este tipo de retablos, comenzando con los seis altares en el Templo de Santa Prisca; el altar dedicado a la virgen de Aranzazú en la Ciudad de México, varios altares en las iglesias de santa Clara y Santa Rosa en Querétaro, el retablo mayor de la iglesia del rosario en Azcapotzalco, el retablo principal de la capilla de la ex hacienda de Pabellón de Hidalgo en Aguascalientes, dos retablos en la parroquia de Chamacuero en Guanajuato y dos altares del templo de la enseñanza en la Ciudad de México. No siendo estos los únicos ejemplares de retablos anástilo, sino los más sobresalientes por sus características.
A su vez, Jaime Antonio Abundis Canales señala que algunos ejemplos de barroco anástilo se encuentran en la capilla de la Tercera Orden de Santo Domingo, Querétaro; en el Templo conventual de San Agustín, en Zacatecas; en los retablos del templo de La Enseñanza en la Ciudad de México; entre otros.